# Elliston (Canada)
Elliston is een gemeente (town) in de Canadese provincie Newfoundland en Labrador. Elliston ligt vlak bij het noordelijke uiteinde van het schiereiland Bonavista, aan de oostkust van het eiland Newfoundland.

## Demografie
Demografisch gezien is Elliston, net zoals de meeste kleine dorpen op Newfoundland, aan het krimpen. Tussen 1991 en 2021 daalde de bevolkingsomvang van 533 naar 315. Dat komt neer op een daling van 40,9% in dertig jaar tijd.
| Jaar | Aantal inwoners | Verschil |
| ---- | --------------- | -------- |
| 1991 | 533             | –        |
| 1996 | 461             | -13,5%   |
| 2001 | 360             | -21,9%   |
| 2006 | 306             | -15,0%   |
| 2011 | 337             | +10,1%   |
| 2016 | 308             | -8,6%    |
| 2021 | 315             | +2,3%    |

## Geografie en natuur
Elliston is een van de belangrijke plaatsen in het door UNESCO erkende Discovery Geopark, voornamelijk vanwege de typische aardekelders die zich er bevinden. Langs de rotsachtige kust van de plaats bevindt zich ook een van Newfoundlands beroemde papegaaiduikerkolonies.

## Galerij

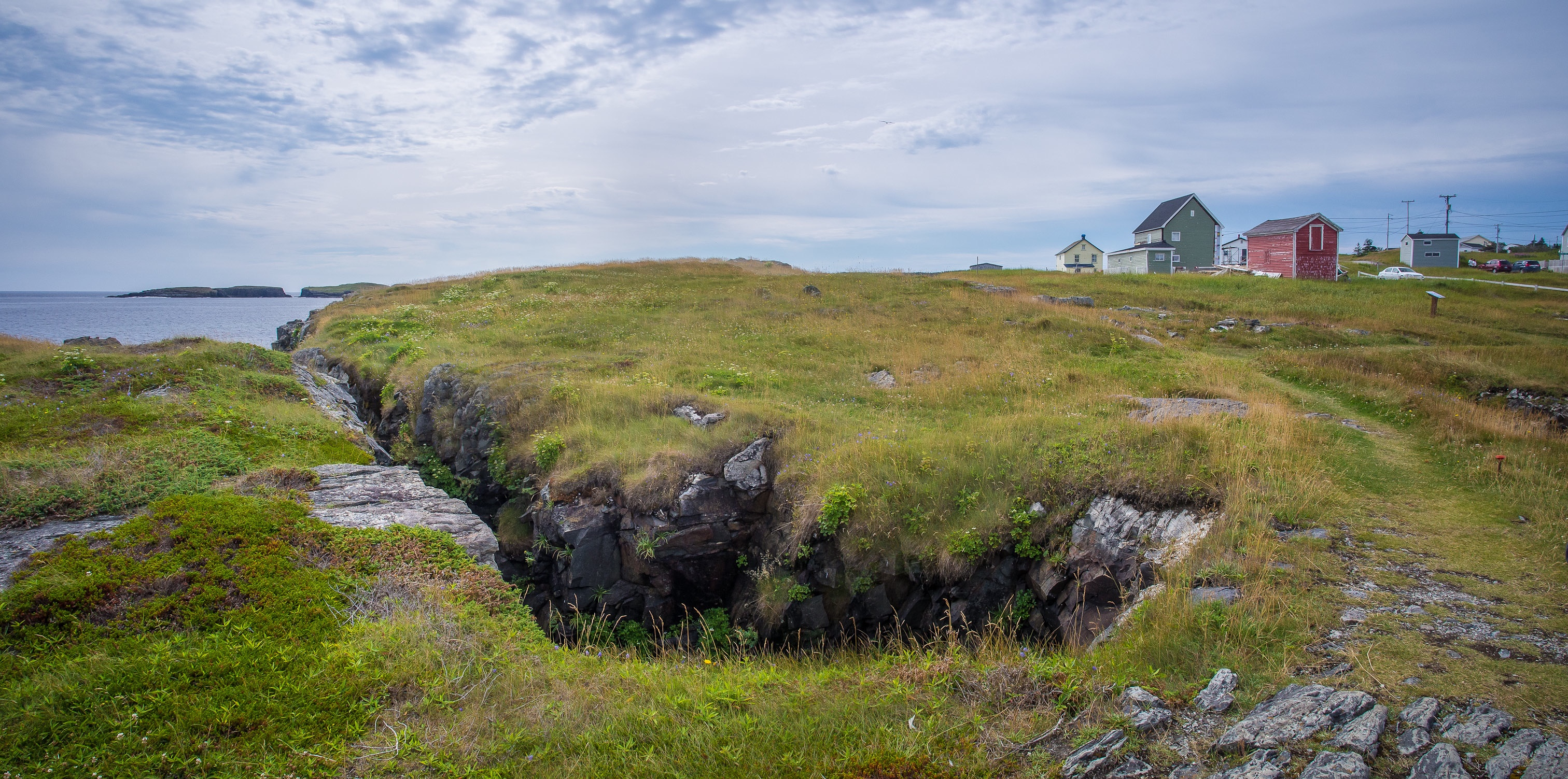
Rotsachtige bodem aan de rand van Elliston met Trinity Bay op de achtergrond
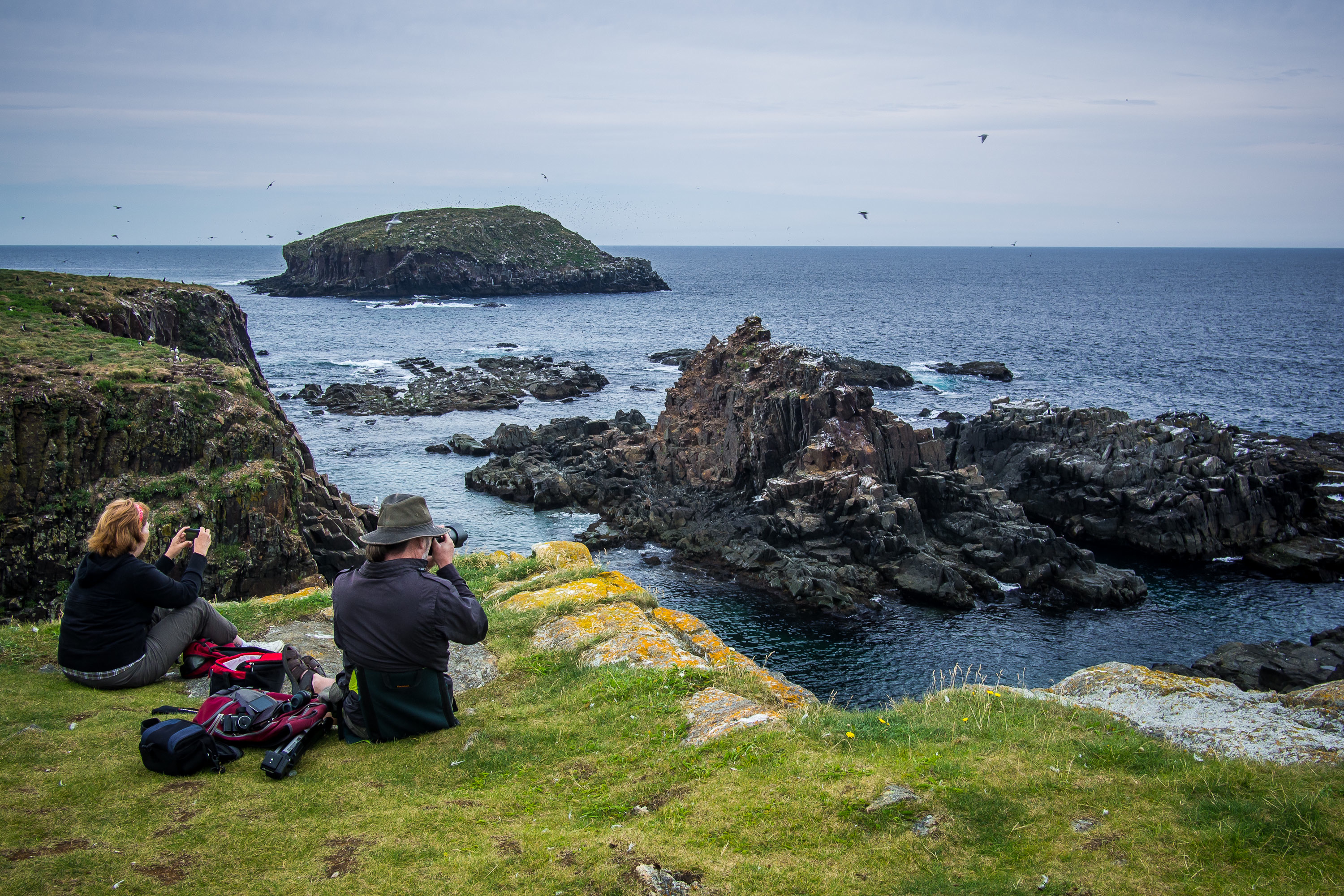
Vogelspotters bij de papegaaiduikerkolonie van Elliston
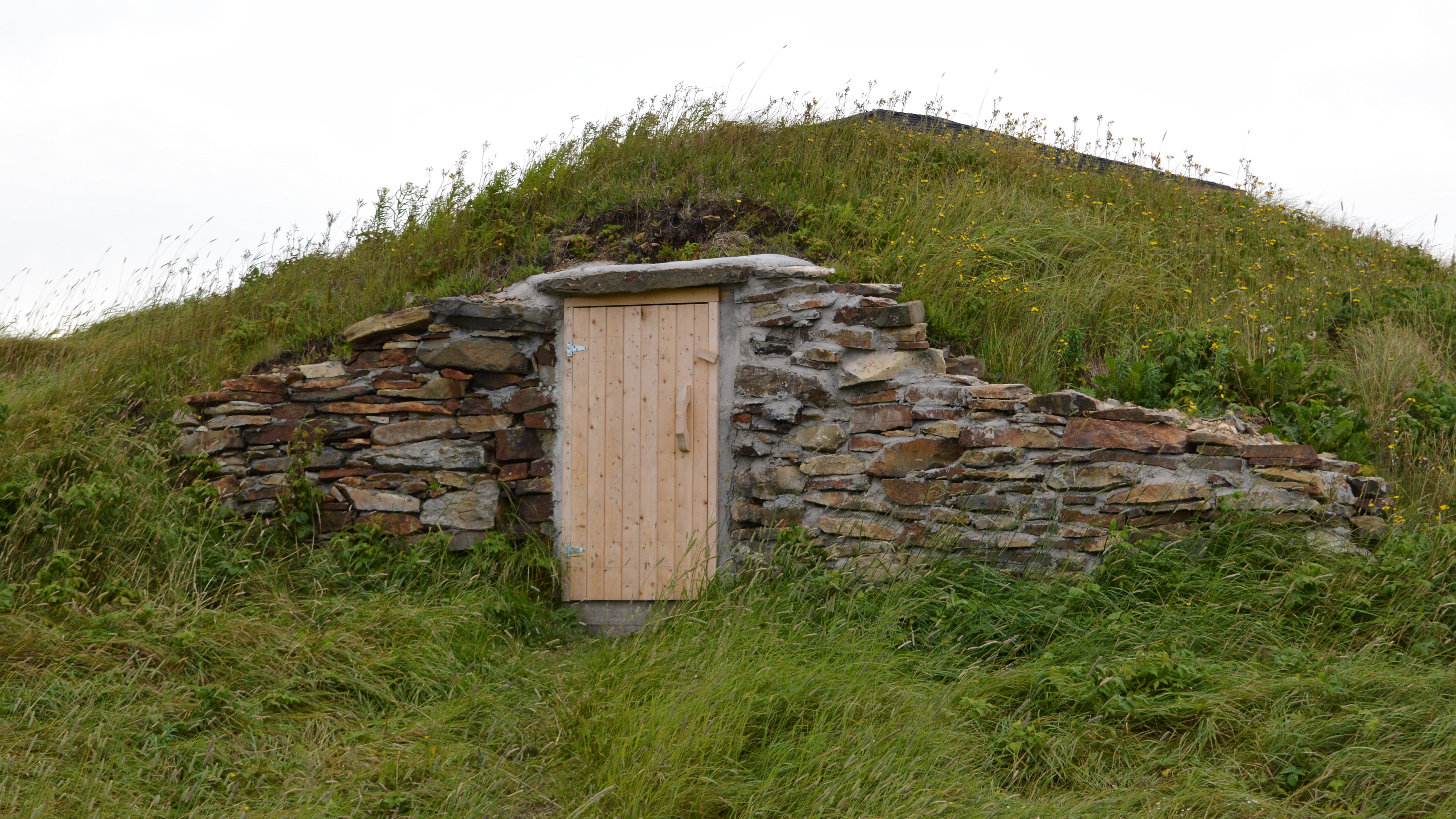
Typische aardekelder in het dorp